# La infàmia
La infàmia és una minisèrie de televisió de tres capítols, escrita per la guionista Nicole Taylor i dirigida per Philippa Lowthorpe, emesa entre el 16 i el 18 de maig de 2017 a BBC One. És una versió dramatitzada dels esdeveniments reals que van envoltar la xarxa d'abús sexual infantil de Rochdale i descriu com les autoritats no van investigar les denúncies de violació perquè les víctimes eren percebudes com a testimonis poc fiables amb motiu de la seva extracció social. Ha estat subtitulada al català.
La infàmia va atreure una notable audiència en la seva primera emissió, amb 8,24 milions d'espectadors al primer episodi, 7,88 milions al segon episodi i 8,19 milions al tercer. La sèrie es va publicar en DVD el 2018. Un documental de la BBC sobre el cas, The betrayed girls, es va emetre el 3 de juliol de 2017 com a continuació del drama.
El juny de 2017 es va produir un atac terrorista contra els usuaris de la mesquita del barri londinenc de Finsbury Park. L'atacant, Darren Osborne, va fer servir una furgoneta per atropellar-los, matant un home i ferint-ne d'altres. En el transcurs del judici es va especular amb el fet que Osborne va desenvolupar una obsessió malaltissa amb les persones musulmanes després de veure La infàmia.

## Argument
La història s'explica des del punt de vista de tres de les víctimes: Holly Winshaw (Molly Windsor), de catorze anys, Amber Bowen (Ria Zmitrowicz) de setze anys i la seva germana petita Ruby (Liv Hill) de dotze anys, tot i que més tard l'atenció es trasllada a la treballadora social Sara Rowbotham (Maxine Peake), la principal denunciant de la xarxa d'explotació sexual que va cridar l'atenció sobre el cas després de les repetides peticions d'ajuda als serveis socials i que la policia va desatendre.
D'aquesta manera va ser el mateix sistema el que va ser còmplice per negligència de les activitats d'una xarxa d'explotació sexual que buscava adolescents vulnerables amb contextos familiars difícils. Quan el cas es va tancar, es van identificar 47 víctimes, totes menors d'edat, i diversos casos de violació múltiple, amb deu homes d'origen pakistanès finalment condemnats.